# Пинзереній-Ной
Пинзереній-Ной (рум. Pînzărenii Noi) — село у Фалештському районі Молдови. Входить до складу комуни, адміністративним центром якої є село Пинзерень.

## Населення
За даними перепису населення 2004 року у селі проживали 77 осіб.
Національний склад населення села:
| Національність | Кількість осіб | Відсоток |
| -------------- | -------------- | -------- |
| росіяни        | 56             | 72,7%    |
| молдавани      | 13             | 16,9%    |
| українці       | 8              | 10,4%    |
| Всього         | 77             | 100%     |